# Peugeot Type 96
La Peugeot Type 96 est un modèle d'automobile produit par le constructeur français Peugeot en 1907.